# Creswick
Pour les articles homonymes, voir Creswick (homonymie).
Creswick (2 485 habitants) est une ville du centre ouest de l'État de Victoria en Australie à 18 kilomètres au nord de Ballarat et à 129 km au nord-ouest de Melbourne dans le comté d'Hepburn.
Creswick est une ancienne ville minière de l'époque de la ruée vers l'or qui fut créée dans les années 1850. Sa population culmina à l'époque à 25 000 habitants. Aujourd'hui la ville vit de l'industrie du bois de l'élevage et de l'agriculture.
La région était habitée par les Wemba-Wemba avant l'arrivée des européens. Les premiers colons blancs furent les frères Henry, Charles et John Creswick qui installèrent là un vaste élevage de moutons en 1842.
Creswick est la ville de naissance de la famille Lindsay, une famille bien connue en Australie dans le domaine des arts avec Percy Lindsay (peintre paysagiste), Sir Lionel Lindsay (graveur, peintre et critique d'art), Norman Lindsay (peintre, sculpteur et écrivain), Ruby Lindsay (illustrateur) et Sir Daryl Lindsay (peintre et admininistrateur). Percy Lindsay a peint beaucoup de paysages de la ville et Norman Lindsay a immortalisé la ville dans son roman Redheap, une œuvre qui fut interdite pendant de nombreuses années. La ville a vu naitre aussi John Curtin, Premier Ministre d'Australie pendant la Seconde Guerre mondiale et Sir Alexander Peacock, un ancien Premier Ministre du Victoria.
La ville abrite l'école des Forêts qui fut créée en 1910 par le Ministère des Forêts. Ce fut la première école du Victoria à former de jeunes forestiers. Maintenant l'école est rattachée à l'université de Melbourne et est devenue un centre de recherches et d'enseignement réputé.